# François Richard de Tussac
François Richard de Tussac  ( 1751 - 1837 ) fue un botánico y escritor francés.
Realizó una excursión botánica a Haití, lo que le permitió también escribir sobre la cultura e historia del país. Llegó a ser senador por Guadalupe (Francia), en Antillas.

## Algunas publicaciones

### Libros
- Flora Antillarum; seu, Historia generalis botanica, ruralis, oeconomica vegetabilium in Antilles indigenorum, et exoticorum indigenis cultura adscriptorum; secondum systema sexuale Linnaei, et methodum naturalem Jussiaei in loco natali elaborata, iconibus accuratissime delineatis et coloratis illustrata. Ed. Paris, Apud auctorem & F. Schoell, 1808-1827. Cuatro grandes vols, magníficamente ilustrados; cada presentación de especie se acompaña de un comentario botánico y de una nota sobre su utilización.

- Cri des colons contre un ouvrage de M. l'évêque et sénateur Grégoire, ayant pour titre « De la Littérature des nègres ».

## Honores

### Eponimia
Géneros
- (Bromeliaceae) Tussacia Klotzsch ex Beer[1]

- (Gesneriaceae) Tussacia Benth.[2]

- (Gesneriaceae) Tussacia Rchb.[3]

- Incertae_sedis Tussacia Willd. ex Schult. & Schult.f.[4]

Especies
- (Cyatheaceae) Alsophila tussacii (Desv.) D.S.Conant[5]

- (Myrtaceae) Myrtus tussacii (Urb. & Ekman) Burret[6]

- (Pteridaceae) Pteris tussacii (Fée) Hook.[7]

- La abreviatura «Tussac» se emplea para indicar a François Richard de Tussac como autoridad en la descripción y clasificación científica de los vegetales.[8]